# Azara serrata
Azara serrata är en videväxtart som beskrevs av Hipólito Ruiz López och Pav.. Azara serrata ingår i släktet Azara och familjen videväxter. Utöver nominatformen finns också underarten A. s. fernandeziana.

## Bildgalleri

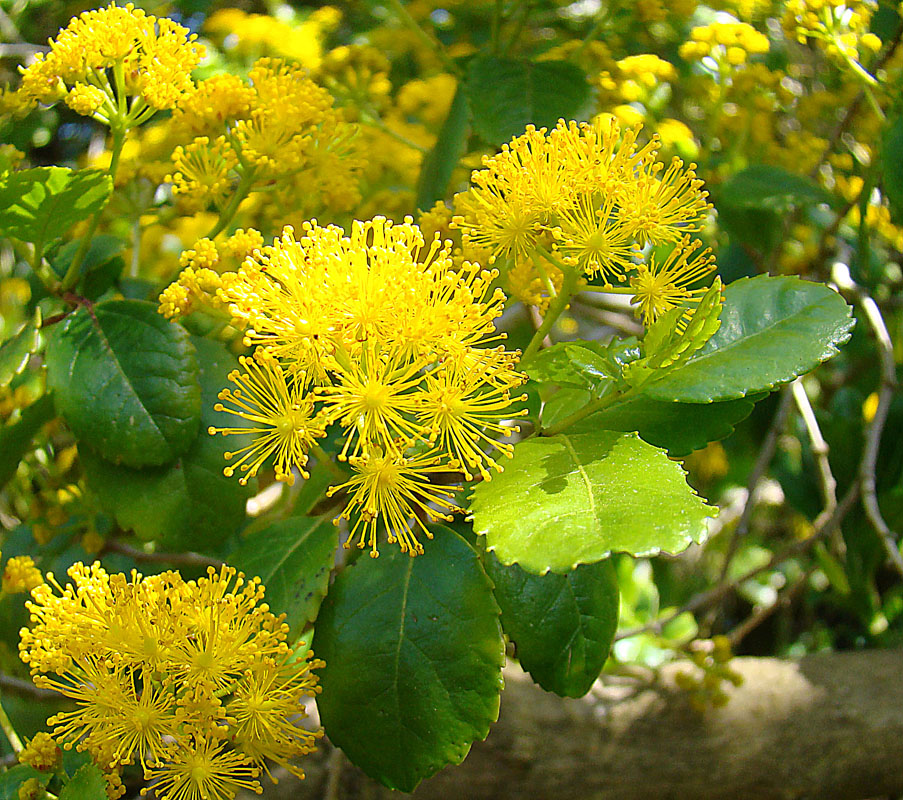
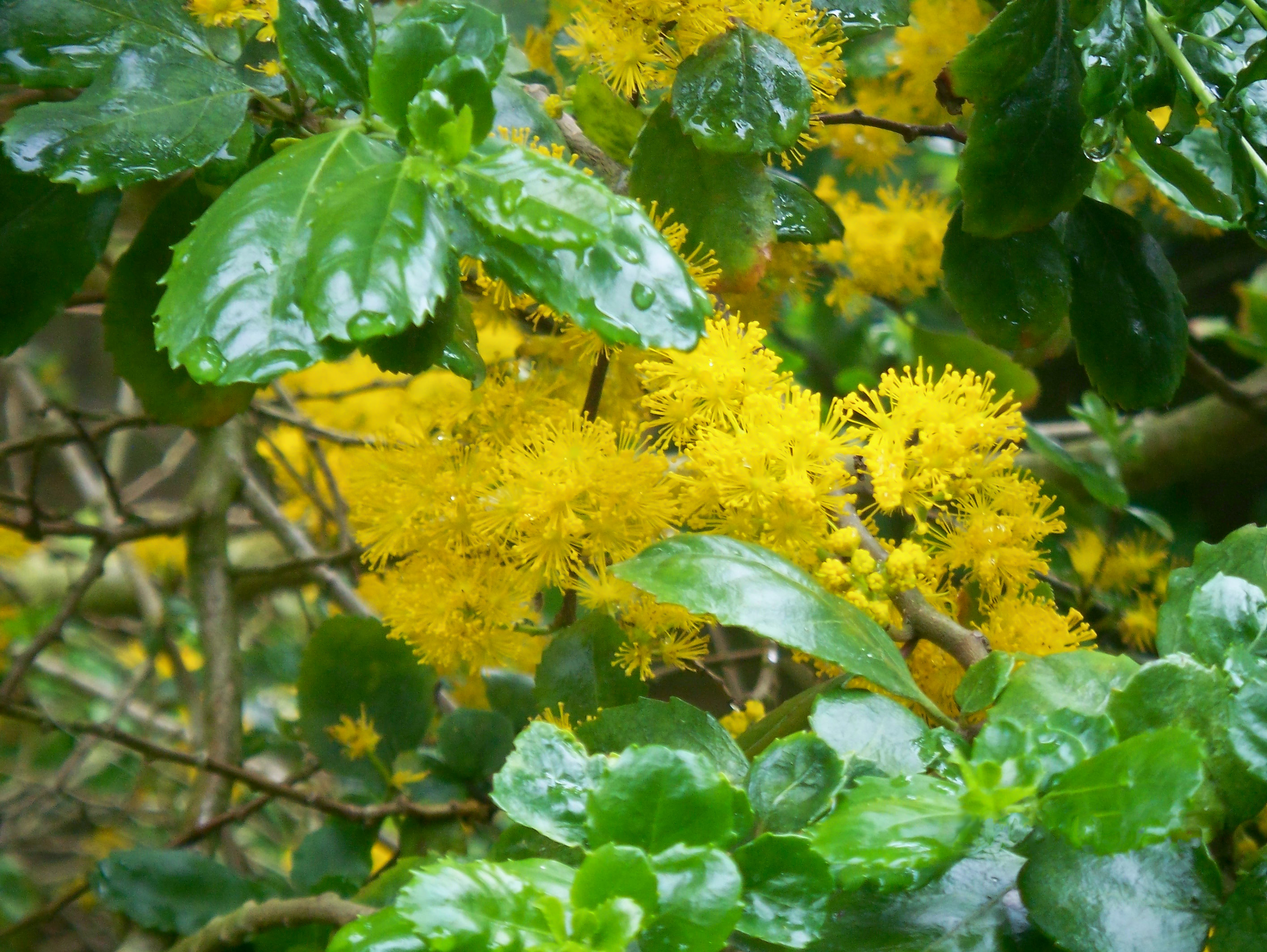
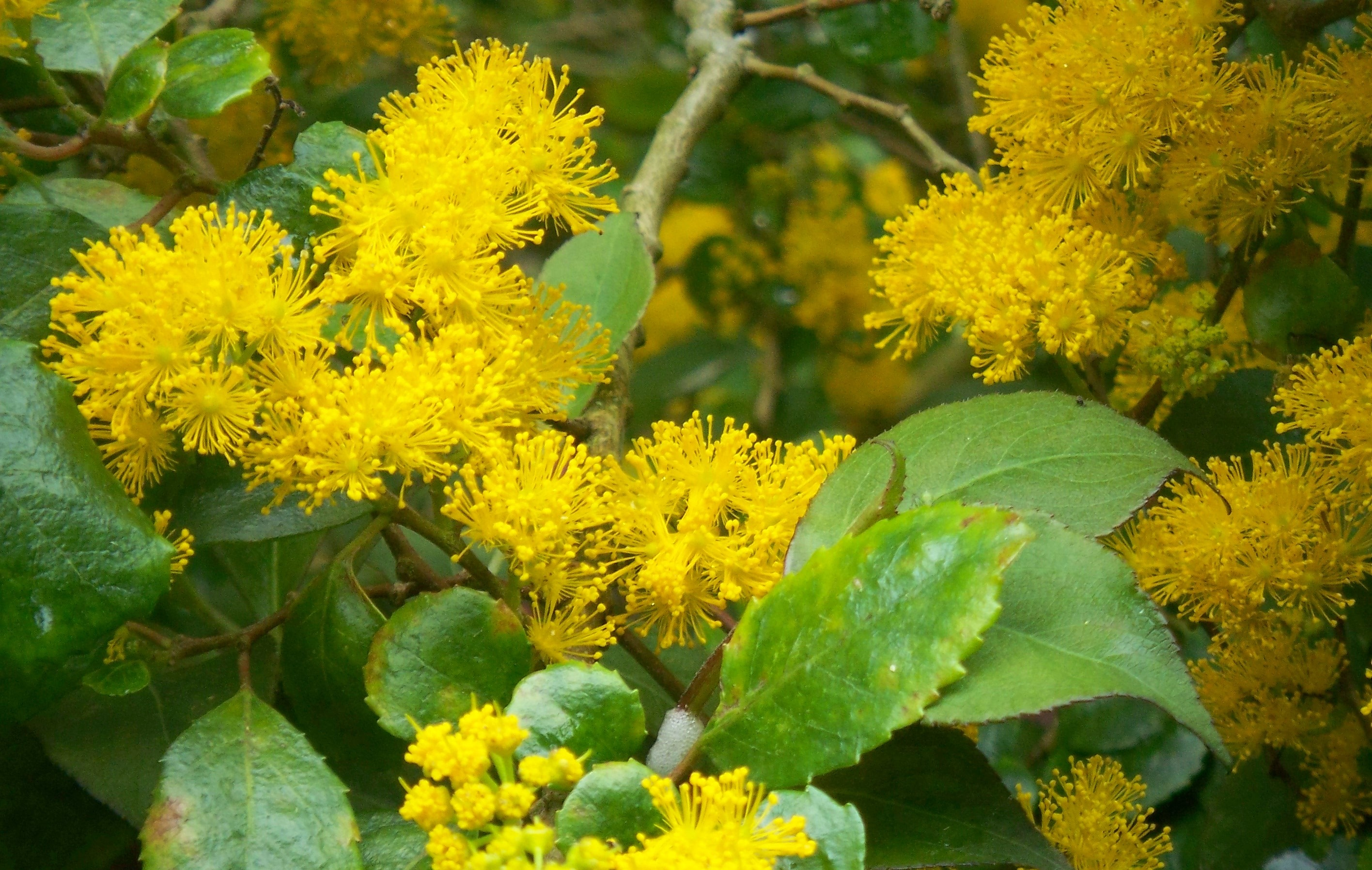
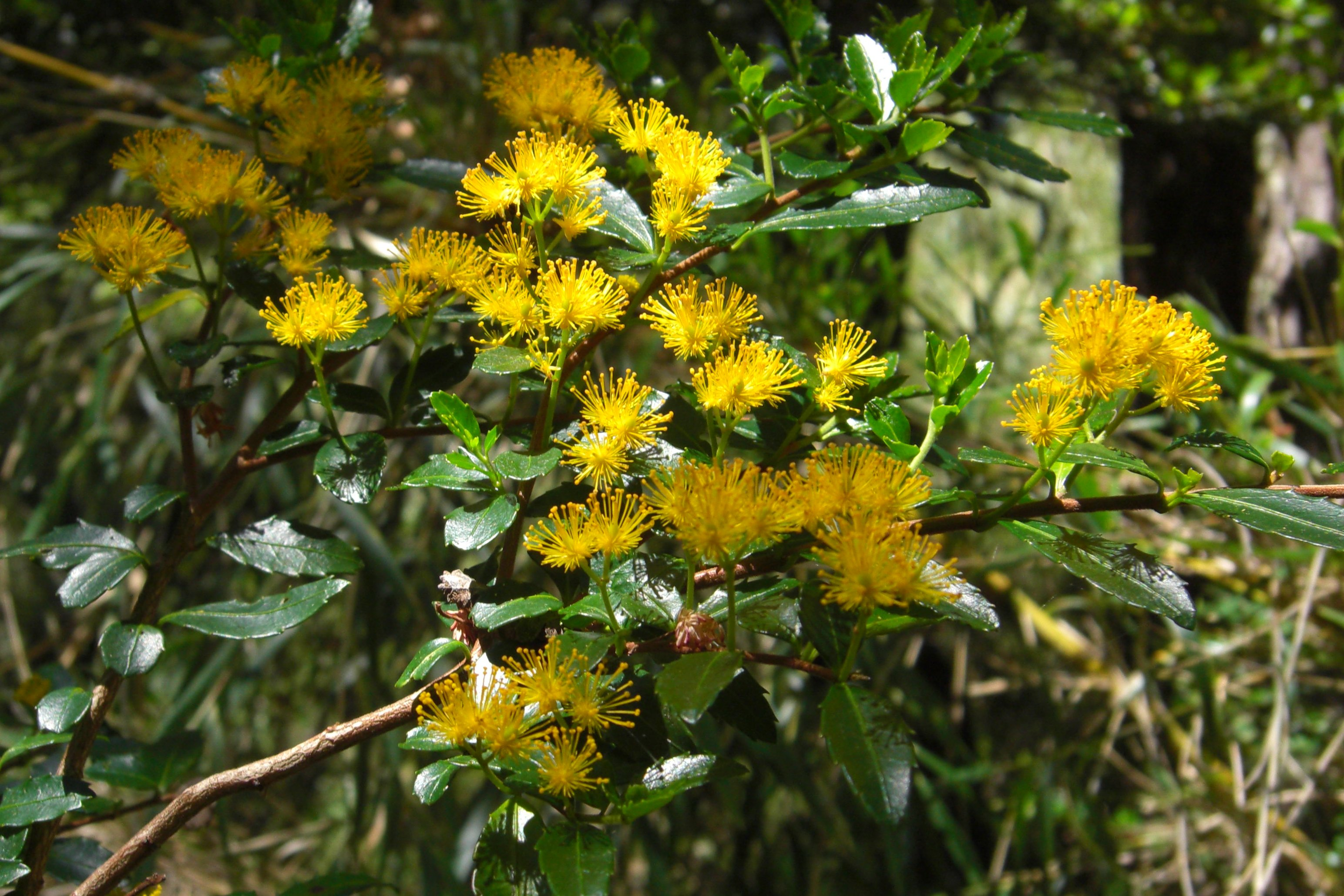
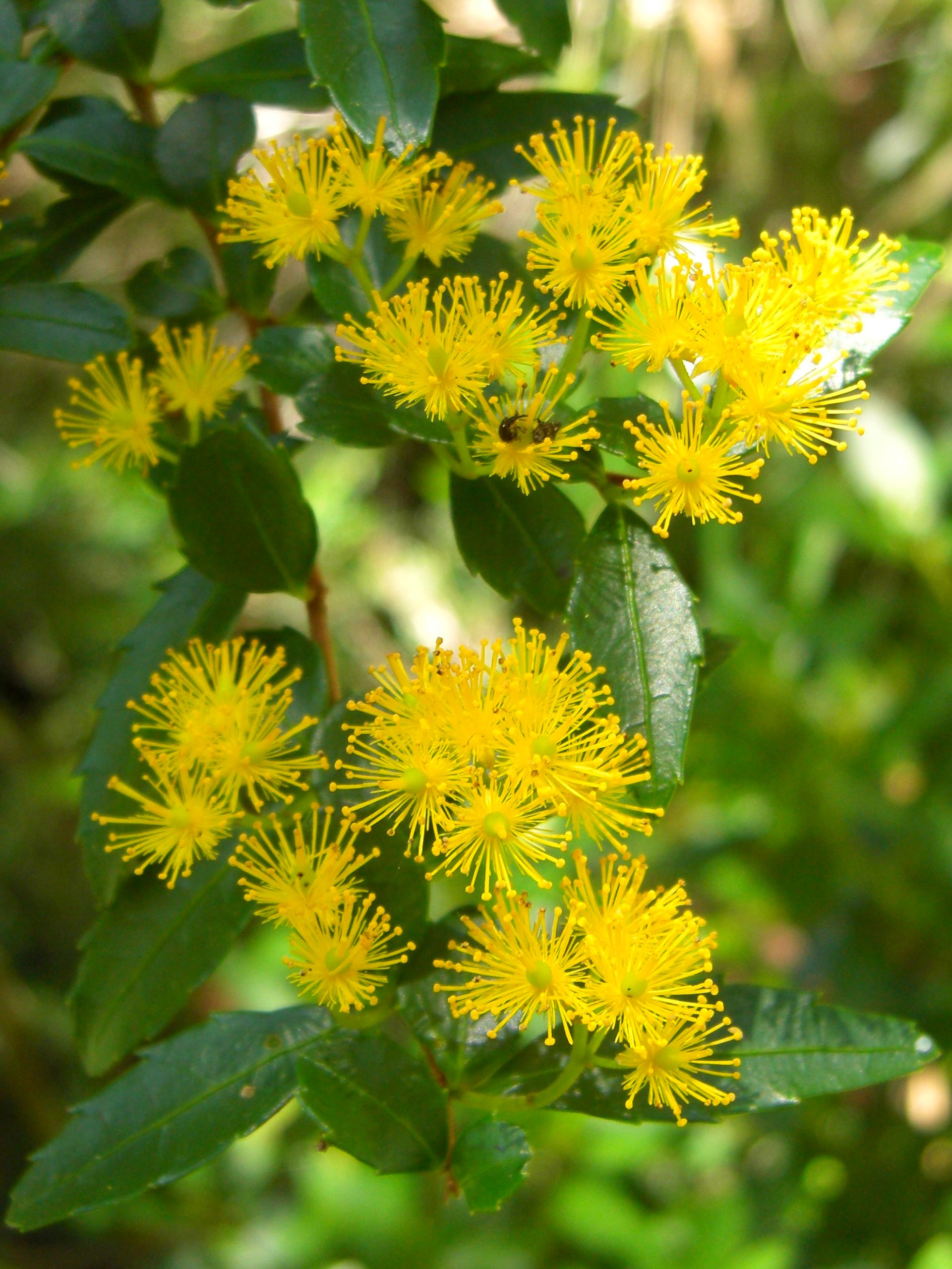
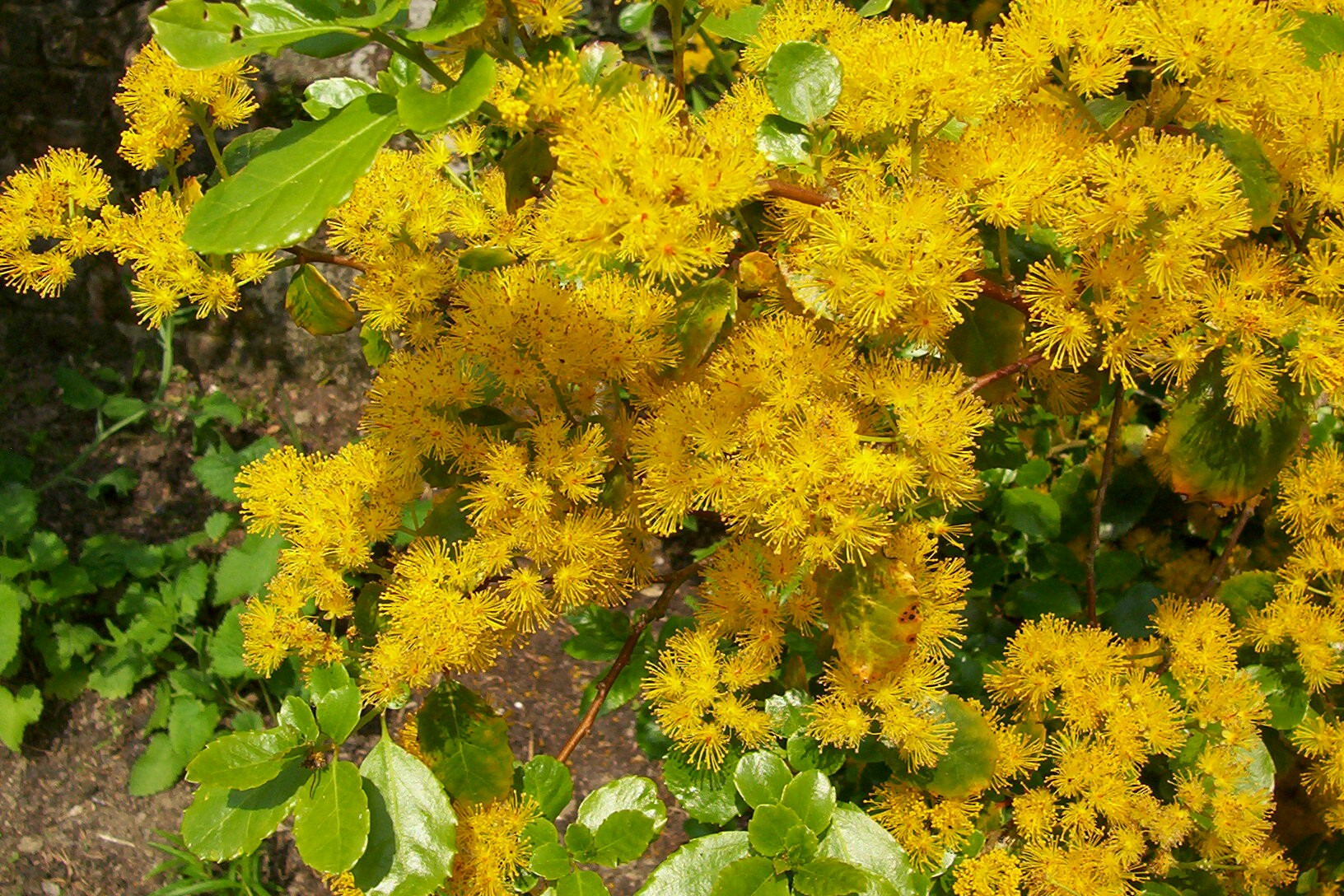